# Con (cèl·lula)

Esquema d'un con

Un con o conus és una cèl·lula sensible a la llum situada a la retina dels vertebrats, en l'anomenada capa de cons i bastons. Reben aquest nom per la seva forma cònica. Aquestes cèl·lules són les responsables de la visió en colors.
A la zona central de la retina (fòvea), la quantitat de cons és més gran, el seu nombre descendeix a mesura que ens acostem a la perifèria.
En l'espècie humana i en molts altres primats, hi ha tres tipus diferents de cons, anomenats: S-cons, M-cons i L-cons. Cadascun d'ells és sensible de forma selectiva a la llum d'una longitud d'ona determinada, verda, vermella i blava.
Aquesta sensibilitat específica es deu a la presència d'unes substàncies anomenades opsines que son formades per proteïnes i un derivat a la vitamina A.
- L'eritropsina té major sensibilitat per les longituds d'ona llargues del voltant de 560 nanòmetres, designats també com a L-cons (llum vermella)
- La cloropsina per longituds d'ona mitjanes d'uns 530 nanòmetres, designats també com a M-cons (llum verda) .
- La cianopsina amb major sensibilitat per les longituds d'ona petites d'uns 430 nanòmetres, designats també com a S-cons (llum blava).[2]

El cervell interpreta els colors a partir de la raó d'estimulació dels tres tipus de cons.
Existeixen mamífers nocturns que tenen només un d'aquests pigments, mentre que alguns ocells i rèptils en tenen quatre i són capaços de detectar la llum ultraviolada no visible per als humans.
Els senyals generades en els cons es transmeten a la retina a les cèl·lules bipolars que connecten amb les cèl·lules ganglionars d'on parteix el nervi òptic que envia la informació al cervell.

## Funcionament
L'estimulació en els tres tipus de con que provoca diferents senyals permet que el cervell percebi una gamma contínua de colors gràcies als pigments o molècules que detecten el color.
El color groc amb la llum del dia, per exemple, es percep quan els L-cons s'estimulen una mica més que els M-cons, mentre que el color vermell es percep quan els L-cons s'estimulen significativament més que els cons M. De la mateixa manera, els tons violetes i blaus es perceben quan el receptor S s'estimula més que els altres. La lent i la còrnia de l'ull humà cada vegada son més absorbents a longituds d'ona més curtes, i això estableix el límit de longitud d'ona cada cop més curta a aproximadament 380 nm, la llum que anomenem ultraviolada.
A nivells de llum moderats a brillants on els cons funcionen, l'ull és més sensible a la llum groguenca que altres colors perquè estimula els cons M i L que són els més comuns dels tres. A nivells de llum baixos, on només funcionen els bastonets de la retina, la sensibilitat és més gran a una longitud d'ona de color verd i blau.

## Alteracions
Les alteracions genètiques de la visió del color es deuen a les anomalies en un o més dels tres tipus de cons.
La pèrdua completa d'un tipus de con s'anomena dicromatòpsia i és el cas més comú de deficiència de color. N'hi ha de tres tipus: 
- Protanopia: alteració del primer color, confonen el vermell i el verd, veuen aquests colors de color groguenc.
- Deuteranopia: alteració del segon color, també confonen el vermell i el verd i tenen una agudesa visual normal.
- Contritanopia: alteració del tercer color dificultat amb les tonalitats corresponents a les longituds d'ona curta i veuen el món amb vermells i verds.[5]